# Église Saint-Nicolas de Tolentino (Barranquilla)
Pour les articles homonymes, voir Église Saint-Nicolas de Tolentino.
L'église Saint-Nicolas de Tolentino est une église de style néogothique et de culte catholique romain située dans le centre historique de Barranquilla en Colombie.

## Histoire
Le père espagnol Luis Suárez, qui serait arrivé en 1701 à Barranquilla selon les documents des archives nationales de Colombie, obtient la permission de la curie pour entamer la construction de l'église Saint-Nicolas de Tolentino dont le patron est Saint Nicolas de Tolentino. En mai 1747, elle est érigée en paroisse et le père Nicolás Mateo Hernández en devient le premier curé.

## Protection
L'église Saint-Nicolas de Tolentino est déclarée monument national par le Congrès de la République de Colombie en 2005.